# Кім Йон Гіль
Кім Йон Гіль (кор. 김융길, нар. 29 січня 1944) — північнокорейський футболіст, що грав на позиції захисника за клуб «Пхеньян», а також національну збірну КНДР.

## Клубна кар'єра
а клубному рівні грав за «Пхеньян». 

## Виступи за збірну
Викликався до національної збірної КНДР. 
Був у заявці національної команди на чемпіонат світу 1966 року в Англії, де вона вибула з боротьби лише на стадії чвертьфіналів. Утім залишався гравцем резерву і в іграх світової першості на поле не виходив.